# Bergús
|  | Per a altres significats, vegeu «Bergús (desambiguació)». |

Bergús és un barri als afores (a 8 quilòmetres del nucli antic) de la vila de Cardona (Bages). Està situat a 635 m d'altitud, al pla de Bergús.
Dins del barri s'hi troba l'església parroquial de Sant Joan de Bergús que forma part del Inventari del Patrimoni Arquitectònic Català de la vila. L'església es troba a tocar de la masia de Cal Garriga també bé cultural d'interès local. L'església és un monument d'origen romànic, sembla que existia com a cel·la el 889, any que fou donada a Sant Joan de les Abadesses.
El primer esment escrit data del 981. Des de molt antic en depenien masos com la Coma i posteriorment Cal Garriga, Altemís, Les Torres de Simats, Cal Villó, la Llordella, Centelles, Palau, Odet i Fontelles. És un sector on hi ha estacions neolítiques (els clapers d'Altemís, la barraca dels Moixonaires, la Coma de Fontelles, el Mercat de Calaf).
La troballa de mosaics, restes ceràmiques vidriades i les restes d'un sepulcre amb tegulae planes a doble vessant fan pensar en l'existència de població en temps de l'ocupació romana.
El barri de Bergús va ser l'escenari previ al setge borbònic que va patir la vila la tardor del 1711 (Setge de Cardona (1711)). Aquí hi van acampar, des dels primers dies de novembre, els soldats francesos, castellans, valons i irlandesos, integrats dins de l'exèrcit de Felip V. Van arribar a superar els 11.000 efectius.

## Monuments
- La masia Cal Garriga, seu de la nissaga Garriga de Bergús de 1241 fins avui[6]
- L'Església de Sant Joan de Bergús